# Dánao (Cebú)
Dánao (en cebuano: Danaw) es una ciudad de la provincia de Cebú en Filipinas. Es una de las localidades que componen al Gran Cebú, actualmente la segunda área metropolitana más grande del país.

## Barangayes
Dánao se subdivide administrativamente en 42 barangayes.
| - Baliang - Bayabas - Binaliw - Cabungahan - Cagat-Lamac - Cahumayan - Cambanay - Cambubho - Cogón-Cruz - Danasan - Dungga - Dunggoan - Guinacot - Guinsay | - Ibo - Langosig - Lawaan - Licos - Looc - Magtagobtob - Malapoc - Manlayag - Mantija - Masaba - Maslog - Nangka - Oguis - Pili | - Población - Quisol - Sabang - Sacsac - Sandayong Norte - Sandayong Sur - Santa Rosa - Santican - Sibacan - Suba - Taboc - Taytay - Togonon - Tuburan Sur |